# Dryad-Klasse
Die Dryad-Klasse war eine Klasse von fünf Torpedokanonenbooten der britischen Marine, die von 1894 bis 1920 in Dienst stand.

## Geschichte
Die Mittel für den Bau der Torpedokanonenboote der Royal Navy kamen aus dem Naval Defence Act von 1889, der den Two-Power-Standard zur Maxime der Größe der Royal Navy machte. Britische Werften waren aktiv an der Entwicklung und Vermarktung dieses Typs beteiligt, der zum Teil auch als Torpedokreuzer bezeichnet wurde. So lieferte J. & G. Thomson, Vorläufer von John Brown & Co., 1887 mit der Destructor von 348 tn.l. wohl den ersten Zerstörer an die Spanische Marine. Der 1891 von Laird Brothers an Chile gelieferten Almirante Lynch, ähnlich der Sharpshooter-Klasse der Royal Navy, gelang am 22. April 1891 die erste Versenkung eines größeren Kriegsschiffs durch einen Torpedo mit Eigenantrieb.

Die Royal Navy beschaffte in dieser Zeit zehn Torpedokreuzer der Scout- und der Archer-Klasse sowie mit der 1887 in Dienst gestellten Rattlesnake das erste „torpedo gun boat“. Diesem Einzelschiff folgten die Schiffe der Grasshopper-, der Sharpshooter- sowie der Alarm-Klasse und abschließend die fünf Schiffe der Dryad-Klasse. Diese entstanden gleichzeitig mit den ersten Zerstörern der Royal Navy (siehe HMS Havock). Die Torpedokanonenboote waren mit zuletzt über 1000 Tons größer als viele Zerstörer des 20 Jahre späteren Ersten Weltkriegs. Bei der Abwehr angreifender Torpedoboote waren sie schon den ersten – viel kleineren – Zerstörern weit unterlegen und mit ihren 19 Knoten Höchstgeschwindigkeit zu langsam.
Die Schiffe der Dryad-Klasse waren über 6 m länger und auch einen Meter breiter als ihre Vorgänger. Das Achterdeck war erhöht, um mehr Wohnraum (vorrangig für Offiziere) zu schaffen. Trotz der höheren Verdrängung wurde die Antriebsleistung nicht erhöht, sondern entsprach den Vorserien. Allerdings waren die Maschinen abweichend verbaut, was mit zu dem abweichenden äußeren Erscheinungsbild beitrug. Die beiden Dreifachexpansionsmaschinen standen zwischen den Schornsteinen, so dass diese extrem weit auseinander standen.
Wie die Vorgängerbauten erhielten auch diese Torpedokanonenboote zwei 120-mm-Schnellfeuerkanonen, vier Sechspfünder-(57-mm)-Geschütze und fünf 18-Zoll-Torpedorohre, von denen zwei beim Umbau zu Minensuchern entfernt wurden, um Platz für die Minensuchausrüstung zu schaffen. Dazu erhielten die Schiffe bei Fertigstellung noch eine fünfläufige Nordenfelt-Mitrailleuse.

## Einheiten
| Name    | Werft                           | Kiellegung       | Stapellauf        | Indienststellung | Verbleib |
| ------- | ------------------------------- | ---------------- | ----------------- | ---------------- | --- |
| Dryad   | Chatham Dockyard, Chatham       | 15. April 1893   | 22. November 1893 | 21. Juli 1894    | Ab 1914 Nutzung als Minensuchboot, im September 1920 zum Abbruch verkauft                                                                            |
| Hazard  | Pembroke Dockyard Pembroke Dock | 1. Dezember 1892 | 17. Februar 1894  | 24. Juli 1895    | Ab 1901 Nutzung als U-Boot-Tender, am 28. Januar 1918 nach Kollision mit Frachtschiff gesunken                                                       |
| Harrier | Devonport Dockyard, Plymouth    | 21. Januar 1893  | 20. Februar 1894  | 8. Juli 1896     | Ab 1914 Nutzung als Minensuchboot, im Februar 1920 zum Umbau für zivile Nutzung verkauft                                                             |
| Halcyon | Devonport Dockyard, Plymouth    | 2. Januar 1893   | 6. April 1894     | 16. Mai 1895     | Ab 1914 Nutzung als Minensuchboot, im November 1919 zum Abbruch verkauft                                                                             |
| Hussar  | Devonport Dockyard, Plymouth    | 3. April 1893    | 3. Juli 1894      | 3. Dezember 1896 | Ab 1907 Natzung als Yacht für den Oberbefehlshaber der Mediterranean Fleet, ab 1914 Nutzung als Minensuchboot, im Dezember 1920 zum Abbruch verkauft |